# Lewis Spur
Lewis Spur (in lingua inglese: Sperone Lewis) è uno sperone roccioso antartico, situato 4 km a ovest del Frost Spur, nel versante settentrionale del Dufek Massif dei Monti Pensacola, in Antartide. 
Lo sperone è stato mappato dall'United States Geological Survey (USGS) sulla base di rilevazioni e foto aeree scattate dalla U.S. Navy nel periodo 1956-66.
La denominazione è stata assegnata dall'Advisory Committee on Antarctic Names (US-ACAN) in onore di Atles F. Lewis, meccanico della struttura degli aerei presso la Stazione Ellsworth nell'inverno del 1957.